# Авиньонская резня

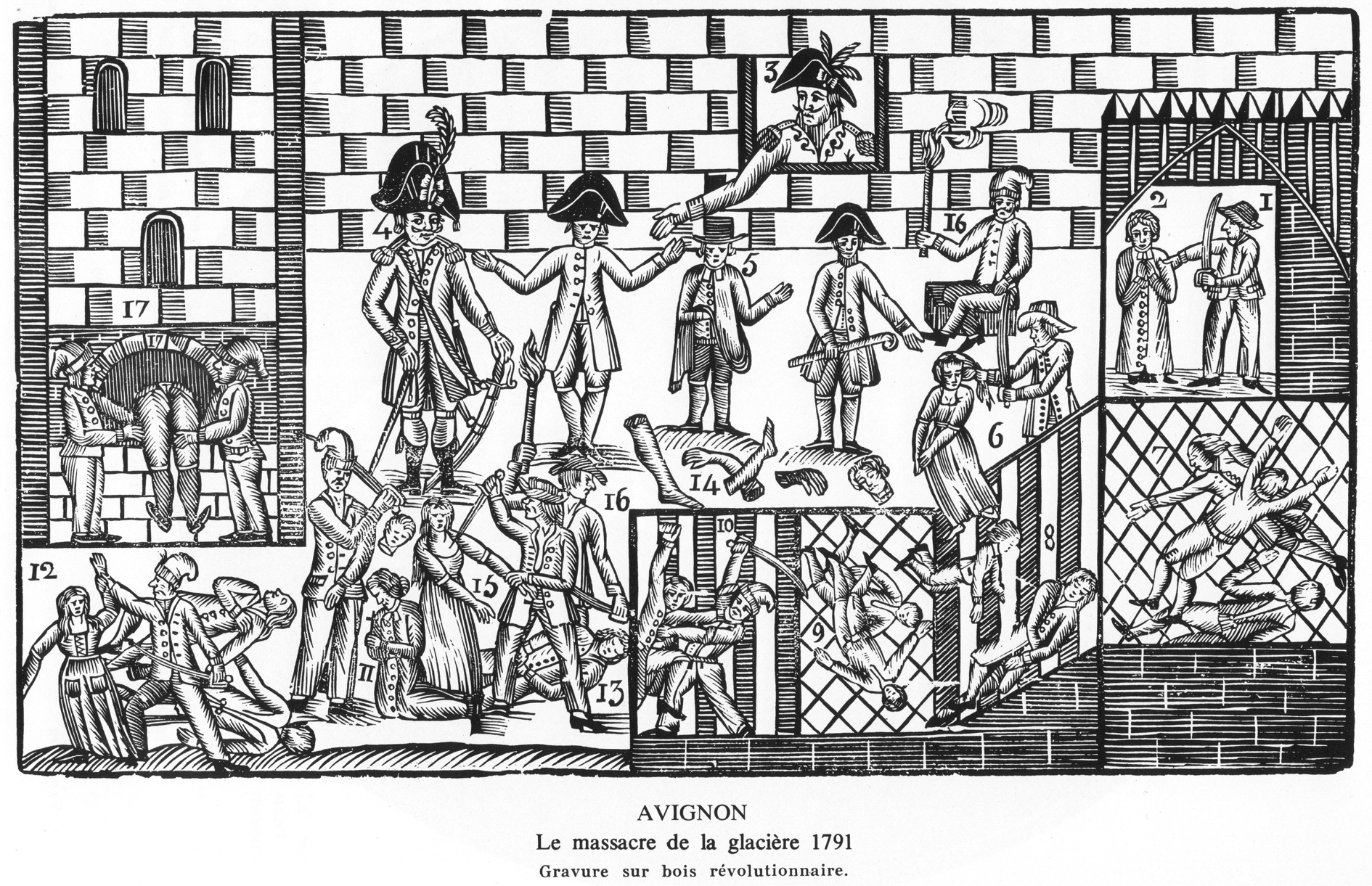
Деревянная гравюра конца XVIII века.

Авиньонская резня — последний значительный эпизод борьбы сторонников и противников включения папских владений (Авиньон и Конта-Венессен) в состав Франции в 1792 году, вылившийся в казнь 60 человек.

## Прелюдия

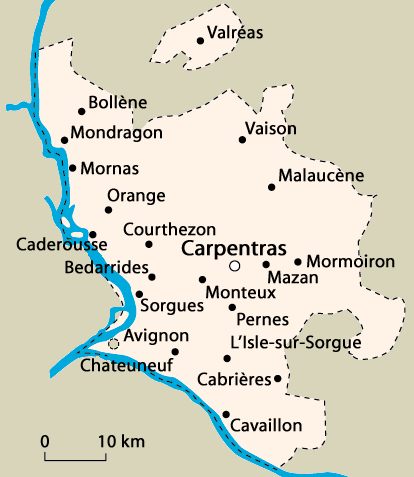
Границы графства Конта-Венессен.

Успехи и политические завоевания великой французской революции в Париже и в провинциях Франции вызвали волнения в Авиньоне и графстве Конта-Венессен. Папский город, управляемый вице-легатом от имени Рима, оставался единственным иностранным суверенным анклавом на французской территории. Население Авиньона 14 марта 1790 года избрало новый муниципалитет, после чего 12 июня изгнало вице-легата Филиппо Касони.
23 ноября 1790 года был выбран новый муниципалитет во главе с торговцем Антуаном-Агриколой Ришаром. Он представлял партию «умеренных», которая вскоре присоединилась к лагерю папистов. Несмотря на нежелание французского национального представительства аннексировать Авиньон и Венессен, 18 августа 1791 года местные патриоты собрались в Бедарриде и в церкви Сен-Лоран проголосовали за присоединение к Франции (согласно выданным мандатам «за» проголосовало 101 046 голосов из 152 919).
Этот акт считается первым, выразившим право народов на самоопределение. 14 сентября, столкнувшись с уже свершившимся фактом, Учредительное собрание провозгласило Авиньон и Конта-Венессен «неотъемлемой частью Франции».
В Авиньоне, как и во всём Конта-Венессене, существовала широкая база сторонников воссоединения региона с Францией, базировавшаяся на торговой буржуазии (недовольной таможенными пошлинами) и пострадавших от социально-экономического кризиса. Их отказ подчиняться папской администрации 27 августа и 20 ноября 1790 года совмещался с обращениями к Учредительному собранию с просьбой принять их подданство.

## Переворот

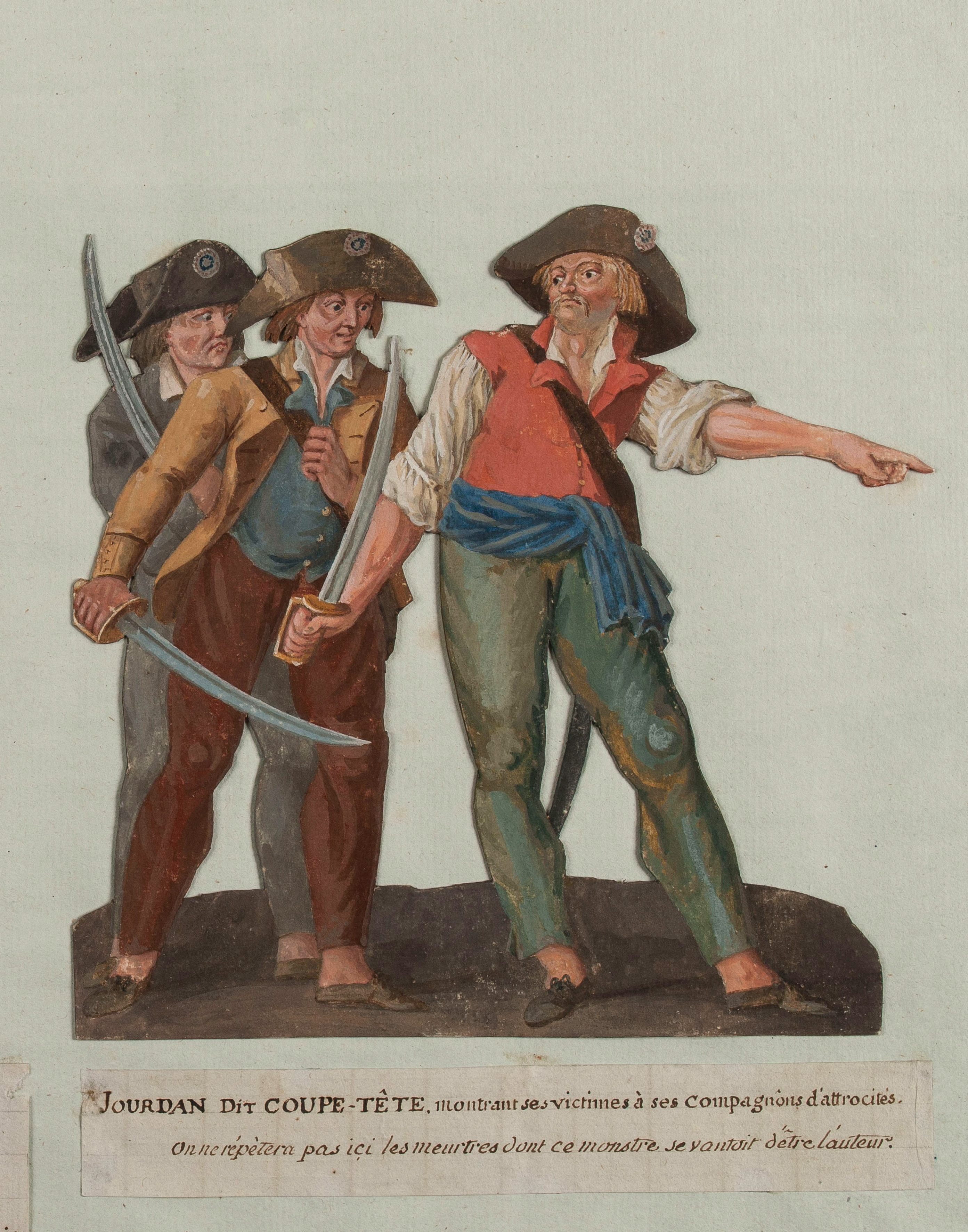
Матьё Журдана (гуашь, 1793—1794 гг).

Опираясь на успех в Бедарриде патриоты дважды осаждали столицу графства город Карпантра, где обосновались паписты, после чего решили взять власть в Авиньоне. В воскресенье 21 августа 1791 года муниципалитет был атакован, мэр чудом избежал ареста, укрывшись на расположенном посреди Роны острове Бартеласс. Полковник национальной гвардии Жан Этьен Бенуа Дюпрат захватил помещение и передал их своим политическим союзникам: братьям Агриколе и Габриэлю Минвьелям, Николя Лескьеру, Эскофье, Рафаэлю, Агриколле Моро и Сабину Турне.
Смена власти в муниципалитете окончилась созданием новой временной администрации, куда вошли бывший каноник Барбе, производитель чулков Жан-Луи Бурж, пекарь Феликс Комбе, колбасник Жак Жулиан, сменивший Ришара на посту главы муниципалитета, производитель табачных изделий Бергин стал окружным прокурором, а нотариус Лескьер — секретарём суда.
4 сентября 1791 года временная администрация назначила комендантом форта Матьё Журдана, который исполнял данные обязанности ещё с 17 августа. Назначение произошло на фоне его похвальбы тем, что именно он отрубил голову надзирателю Бастилии и многим другим.
В 1791 году регион пострадал от сильной засухи, первые дожди начались лишь 8 октября. Для борьбы с нехваткой продовольствия и общественным напряжением, муниципалитет решил расплавить все колокола за исключением одного, который оставался церковному приходу. Патриоты считали приемлемым экспроприировать золотые и серебряные предметы поклонения из церковных приходов, монастырей и часовен, благо авиньонская метрополия славилась своим богатством. Сторонники мэра Ришара начали распространять тревожные слухи и обвинять своих оппонентов в воровстве сундука, наполненным религиозными предметами и ювелирными изделиями, заложенными в Горе благочестия.

### Территориальный вопрос
Учредительное собрание после голосования в Бедарриде изначально планировало объединить французские владения Святого Престола в департамент Воклюз, столицей которого и стал бы Авиньон. Это вызвало недовольство известных жителей Карпантры, выразивших 17 сентября 1791 года нежелание подчиняться авиньонцам.
Декрет был пересмотрен, и 23 сентября были созданы два района:
- Лувез, главным городом которого стала Карпантра. Вошёл в состав департамент Дром,
- Воклюз, вместе с Авиньоном. Вошёл в состав департамента Буш-дю-Рон.

## Реакция папистов
В Авиньоне начали активно плодиться слухи вокруг судьбы сундука, который якобы уже был вывезен из города, и народной молвой стал сразу восемнадцатью сундуками.. 16 октября 1791 года в Авиньоне появился плакат Жозефа Динетарда, осуждавшего конфискацию церковных ценностей и колоколов во имя «новой Родины» и обвинявшего патриотов в краже у горы благочестия столового серебра на 100 тыс. франков. Чтобы предполагаемые воры не покинули Авиньон, в воскресенье утром были захвачены городские ворота, ключи от которых были посланы аббату Франсуа-Валентину Мюло в Сорг.

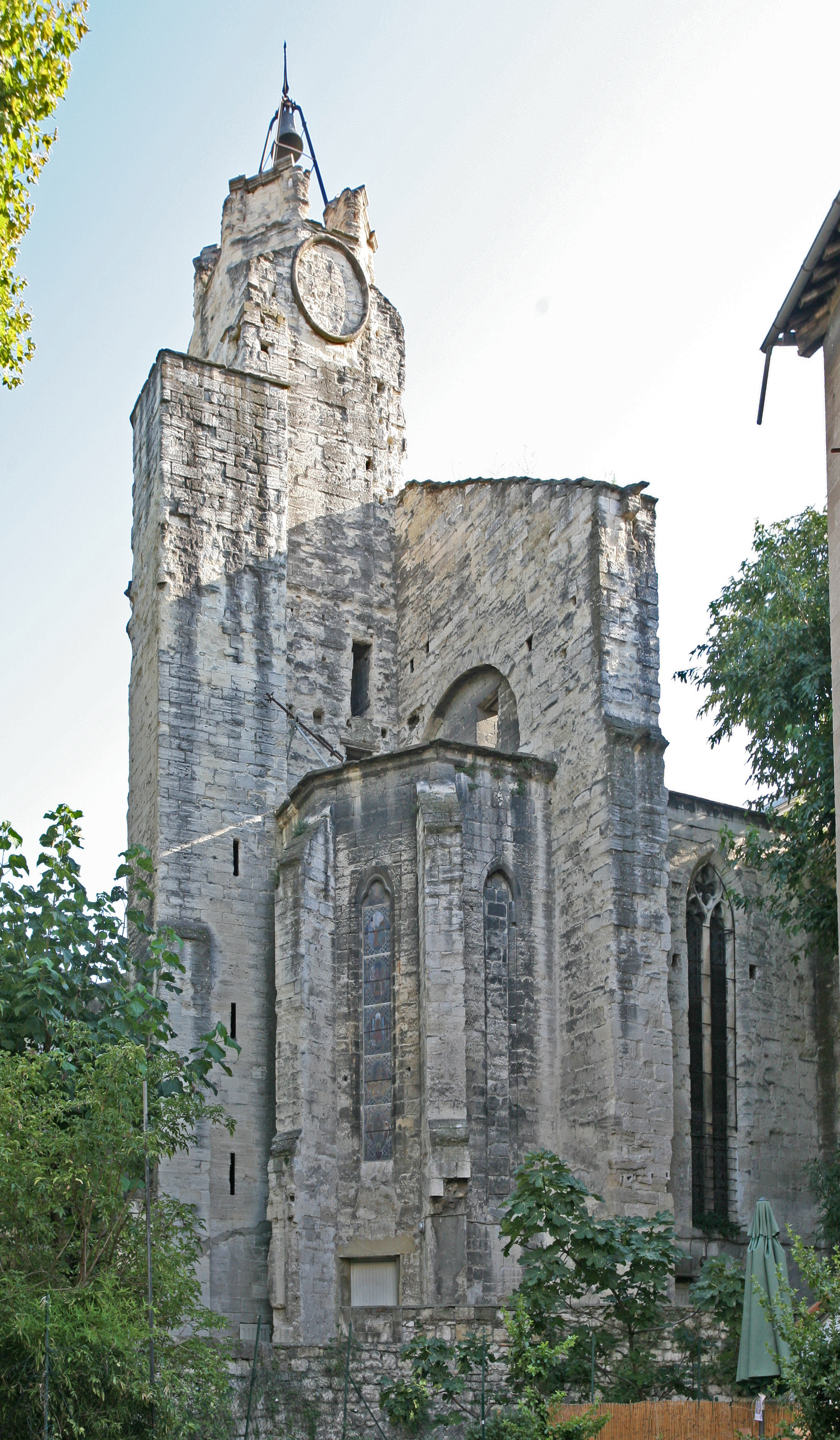
Древняя церковь кордельеров.

В то же время паписты восприняли применение 2 декабря 1789 года муниципалитетом закона о гражданском устройстве духовенства как осознанную провокацию. Отказавшийся присягать архиепископ Авиньона Карл-Винсент Джиово был отправлен в отставку, а муниципалитет изъял собственность духовенства. 26 февраля 1791 года национальная гвардия разогнала Авиньонский собор от занимавшего его духовенства.
После этого слухи трансформировались: появились сообщения о неоднократном появлении в окрестностях города Богородицы и её иконе, замироточившей кровавыми слезами в местном монастыре ордена кордельеров. Многие жители отправились в религиозное учреждение, где споры между двумя фракциями по поводу ограбления ещё более ожесточились, на место был отправлен Лескьер. Он попытался произнести речь с церковной кафедры, но был снят с неё папистами, при попытке покинуть монастырь чиновник потерял сознание после сильного удара палкой.

## Реакция патриотов
Журдан и Дюпрат попытались присоединиться к своим войскам. После того, как они рассеялись, было решено предупредить их ударом в серебряный колокол в папском дворце. С трудом собрав группу из 350 человек, в 13:00 Журдан начал действовать. Его первой целью было возвращение к городским воротам, чтобы предотвратить побег преступников. Оставив там гарнизон, он с оставшимися 150 солдатами и 2 пушками отправился в монастырь, при этом из-за внутренней застройки Авиньона эффект от пушек мог быть скорее символическим. Прибыв туда отряд разогнал собравшуюся толпу, несколько их участников которой получили ранения. Лежащий в крови Лескьер был найден и уведён его союзниками.
После его смерти было решено арестовать всех, кто прямо или косвенно мог быть причастен к случившемуся инциденту или был сообщником преступников (среди попавших под подозрение оказались две беременных девушки). Как всегда при подобных процессах, среди задержанных были и совершенно непричастные люди, вроде ярого патриота Рапатьоля (фр. Rapatiole), чьим единственным прегрешением было высмеивание жены Агриколы Минвьеля. Успевшие покинуть Авиньон отправились в Сорг с целью предупредить Мулье и генерала Ферье, но это никак не повлияло на дальнейшие события.
Страх патриотов подпитывался событиями в соседнем Арле, где в атмосфере террора якобинский мэр Антонелли был вынужден уступить свой пост лоялисту Лойсу. Это объясняет решение патриотов арестовать всех тех, кто казался им сторонников контрреволюции в большей или меньшей степени.

## Суд и казнь
Среди патриотов были сторонники моментальной казни обвиняемых и предварительных пыток над ними. Журдан выбрал последний вариант, хотя Дюпрат поддерживал первый. Начался судебный процесс, но вскоре Агрикола Минвьель в память о погибшем призвал к убийствам виновных, что поддержали оба вышеуказанных фракционных лидера. После этого суд был завершён.

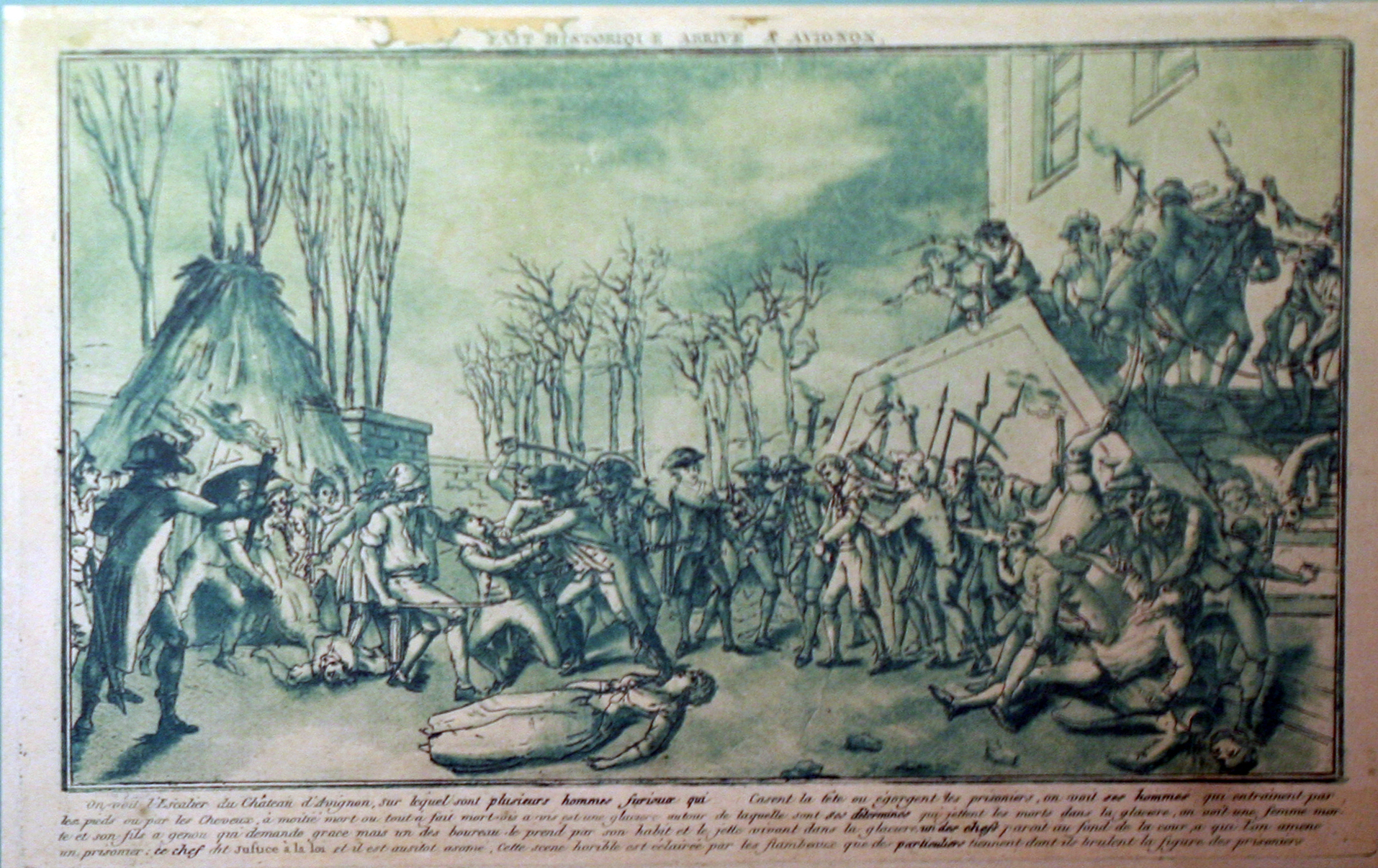
Авиньонская резня (иллюстрация неизвестного художника, 1792 год).

В течение ночи по приказу Журдана все шестьдесят подозреваемых были переведены в тюрьму бывшего папского дворца. 16-летний сын Лескьера со своими товарищами попросил позволить ему казнить убийц своего отца. Журдан никак не попытался предотвратить грядущее кропопролитие, и вместе с Дюпратом, Агриколой Минвьелем и Турне отправился поужинать в окрестный трактир.
Заключённые забирались из своих камер и подвергались смертной казни один за другим. Исполнители не имели профессионального опыта в исполнении смертной казни, из-за чего происходившее событие можно охарактеризовать как бойню. Из-за этого среди убитых оказались непричастные к делу заключённые, взятые под арест ещё до 21 августа.
По мере исполнения приговора встал вопрос об устранении появившихся трупов, было решено скидывать их в яму через отверстие из Ледяной башне. Когда оставалось избавиться от самых известных осуждённых, исполнители отправились в трактир для получения одобрения своего начальства. После получения одобрения бойня продолжилась, хотя похоже были пощажены две женщины и их 90-столетний брат.
Ряд случайных прохожих были свидетелями казни. Друга Журдана Бенезе Питона оставил письменные воспоминания о случившемся. Он был отправлен из тюрьмы во дворцовую кухню. где отдыхал уставший от убийств сын Лескьера. После того, как палачу сообщили о предстоящих казнях тридцати человек, тот ответил: «Что это для меня значит? Мой отец не менее мёртв, и это не заставит его вернуться». В 4 часа утра тюрьму посетил Журдан, перекусивший с Питоном и Лескьером и попросивший разбудить его через два часа. Когда из башни начал просачиваться трупный запах, комендант форта приказал покрыть тела убитых негашёной известью.
Работавший в трактире официант Франсуа Буден также оставил несколько воспоминаний о событиях того дня. По его словам, сын Лескьера признался ему в убийстве десяти человек, а утомившись во время исполнения приговора, палач был разбужен в три часа ночи воплями и криками своих жертв. Также команде палачей понадобилось выпить двадцать бутылок ликёра, чтобы подпитывать себя энергией и духом во время выполнения приговора.

## Последствия
Муниципалитет хотел организовать официальные и пышные похороны Николя Лескьера. 17 октября религиозная церемония состоялась в церкви кордельеров, после чего по улицам Авиньона гроб вместе с процессией отправился на кладбище Сен-Рош.
Через два дня генеральная ассамблея активных граждан решила закрыть для богослужений церковь кордельеров и снести её колокольню (снос прекратился после отделения колокольни от стрелы и барабана церкви). Также было решено назначить пенсию в 1200 фунтов жене погибшего, которую впоследствии мог получать и его сын.
Через месяц муниципалитет приказал изъять из башни трупы убитых людей, процедура состоялась с 14 по 16 ноября. На следующий день останки их поместили в двадцать ящиков, которые под дождём доставили на Сен-Рош. Посчитав, что тела убитых контрреволюционеров не должны покоиться в одном месте с Лескьером, муниципальные советники в конце октября перенесли его тело на кладбище Роше-де-Дом.
Новости о случившемся в провинции достигли Парижа. Жан-Поль Марат в своей газете «Друг народа» писал: «Смерть этих злодеев [была] только справедливым наказанием их позорных махинаций», приветствуя «акты правосудия, которые патриоты Авиньона [были] вынуждены осуществлять для своего спасения». Революционное правительство, опубликовавшее 26 октября декрет о присоединении папских владений во Франции, направила туда гражданских комиссаров в сопровождении солдат под руководством генерала Клода де Шуази). Прибыв на место они начали проводить аресты организаторов казни, но 19 марта 1792 года принятое законодательным собранием всеобщая амнистия положила конец расследованию. Впоследствии Журдан в период Якобинского террора предстал перед революционным трибуналом уже в рамках другого следствия и по вынесеному приговору был казнён на гильотине 27 мая 1794 года.